# Luc Brisson
Luc Brisson (Saint-Esprit (Québec), 10 marzo 1946) è uno storico della filosofia antica ed ellenista franco - canadese,  direttore di ricerca presso il Centro Jean Pépin del CNRS-Centre national de la recherche scientifique di Parigi..

## Opere principali

### Lavori bibliografici
- Lustrum [Internationale Forschungsberichte aus dem Bereich des klassischen Altertums hrsg. von Hans Joachim Mette] 20, 1977 [1979].
- Platon 1990-1995 : Bibliographie avec la collaboration de Frédéric Plin. Paris, J. Vrin, 1999. (Tradition de la pensée classique).
- Platon 1995-2000 : Bibliographie avec Benoît Castelnerac et la collaboration de Frédéric Plin. Paris, J. Vrin, 2007. (Tradition de la pensée classique).
- Trevor Saunders & Luc Brisson, Bibliography on Plato's Laws, Third edition. Revised and completed with an additional Bibliography on the Epinomis by Luc Brisson, IPS vol. 12, Sankt Augustin, Academia Verlag, 2000.

### Pubblicazioni
- Le même et l'autre dans la structure ontologique du Timée de Platon. Un commentaire systématique du Timée de Platon, Paris, Klincksieck, 1974 (quarta edizione,con un supplemento bibliografico, Sankt Augustin Academia Verlag, 2015).
- Le mythe de Tirésias. Essai d'analyse structurale, 55, Leiden, Brill, 1976, 169 p.
- Platon, les mots et les mythes, Textes à l'appui. Histoire classique, Paris (Maspero), 1982, 239 p.
- Lectures de Platon. Paris, J. Vrin, 2000 (Bibliothèque d'histoire de la philosophie), 272 p.
- Orphée et l'Orphisme dans l'Antiquité gréco-romaine, Aldershot, Variorum, 1995, VIII + 301 p.
- Einführung in die Philosophie des Mythos I, Darmstadt, Wissenschaftliche Buchgesellschaft, Darmstadt (WBG), mars 1996, Paris, Vrin, 1996.
- Le sexe incertain, Vérité des mythes. Sources, Paris, Les Belles Lettres, 1997, 172 p.
- Inventer l'univers. Le problème de la connaissance et les modèles cosmologiques, avec F. Walter Meyerstein, Collection L'âne d'or 1, Paris, Les Belles Lettres, 1991, 209 p.
- Puissance et limites de la raison. Le problème des valeurs, en collaboration avec F. Walter Meyerstein, Collection L'âne d'or, Paris, Les Belles Lettres, 1995.
- Vocabulaire de Platon, Luc Brisson et Jean-François Pradeau, Paris, Ellipses, 1998.
- Entretiens avec Luc Brisson, Rendre raison au mythe, avec Louis-André Dorion, De Vive voix, Montréal, Liber, 1999, 192 p.
- LifeTime. The quest for a definition of Life, F. Walter Meyerstein, Luc Brisson, Anders P. Moeller, Philosophische Teste und Studien, Hildeshein / Zürich / New York, Olms, 2006, 165 p.
- Les Lois de Platon, Luc Brisson et Jean-François Pradeau, Paris, PUF, 2007, 186 p.
- Dictionnaire. Platon, Luc Brisson, Jean-François Pradeau, Paris, Ellipses, 2007, 165 p.

### Traduzioni di Platone
- Apologie/Criton, Collection GF 848, Paris, Flammarion, 1997.
- Apologie de Socrate. Criton ; 3e éd., Paris, Flammarion, 2005. (GF ; 848).
- Timée. Critias ; 2e éd. Paris : Garnier-Flammarion, 1995. (GF ; 618). 438 p.
- Parménide ; Paris : Garnier-Flammarion, 1994. (GF ; 688). 335 p
- Phèdre ; 6e éd., Suivi de : La pharmacie de Platon de Jacques Derrida, Paris, Flammarion, 2004. (GF ; 488).
- Le politique ; avec Jean-François Pradeau. Paris, Flammarion, 2003. (GF ; 1156).
- Les lois. Livres I à VI ; avec Jean-François Pradeau. Paris, Flammarion, 2006. (GF ; 1059).
- Les lois. Livres VII à XII ; avec Jean-François Pradeau. Paris, Flammarion, 2006. (GF ; 1257).
- Lettres ; Paris, Flammarion, 1987. (GF ; 466). 314 p.
- Oeuvres complètes. Paris, Flammarion, 2008, 2204 p.

### Altre traduzioni
- Calcidius, Commentaire au Timée de Platon, t. I, édition critique et traduction française par Béatrice Bakhouche, avec la collaboration de Luc Brisson pour la traduction ; t. II, Notes sur la traduction et le Commentaire de Calcidius et Annexes, par Béatrice Bakhouche, Paris, Vrin, 2011, 934 p.
- Diogène Laërce, Vies et Doctrines des Philosophes illustres, traduction française sous la direction de Marie-Odile Goulet-Cazé, 40, Introduction, traductions et notes de J.-F. Balaudé, L. Brisson, J. Brunschwig, T. Dorandi, M.-O Goulet-Cazé, R. Goulet et M. Narcy, avec la collaboration de Michel Patillon, La Pochothèque, Classiques modernes, Paris, Le Livre de Poche, 1999, 1999.
- Jamblique, La Vie de Pythagore, La Roue à Livres, Introduction, traduction et notes par L. Brisson et A. Ph. Segonds, Paris, Les Belles Lettres, 1996.
- Longin, Fragments et Art rhétorique, texte établi et traduit par Michel Patillon et Luc Brisson; Rufus, Art rhétorique, texte établi et traduit par Michel Patillon, Paris, Les Belles Lettres, 2001.
- Plotin, Traités 1-6, présentation, traduction et notes sous la direction de Luc Brisson et Jean-François Pradeau, GF 1155, Paris, Flammarion, 2002, 292 p.
- Plotin, Traités 7-21, présentation, traduction et notes sous la direction de Luc Brisson et Jean-François Pradeau, GF 1164, Paris, Flammarion, 2003, 532 p.
- Plotin, Traités 22-26, présentation, traduction et notes sous la direction de Luc Brisson et Jean-François Pradeau, GF 1198, Paris, Flammarion.
- Plotin, Traités 27-29. Sur les difficultés relatives à l'âme, trois livres, présentés, traduits et annotés par L. Brisson, GF1203, Paris, Flammarion, 2005, 300 p.
- Plotin, Traité Sur les nombres (Ennéade VI 6 [34]), Histoire des Doctrines de l'Antiquité Classique [directeur J. Pépin] 4, introduction, texte grec, traduction, commentaire et index grec par Janine Bertier, Luc Brisson, Annick Charles, Jean Pépin, H.-D. Saffrey, A.-Ph. Segonds, Paris, Vrin, 1980, 228 p.
- Plotin, Traités 42-44. Sur les genres de l'être I, II et III, présentés, traduits et annotés par L. Brisson, GF1348, Paris, Flammarion, 2007, 368 p.
- Plotin, Traités 51-54. Porphyre, Vie de Plotin, Présentation, traduction et notes sous la direction de Luc Brisson et Jean-François Pradeau, GF 1444, Paris, Flammarion, 2010.
- Porphyre, La Vie de Plotin I, Travaux préliminaires et index grec complet, par Luc Brisson, Marie-Odile Goulet-Cazé, Richard Goulet et Denis O'Brien, Histoire des Doctrines de l'Antiquité Classique [directeur J. Pépin] 6, Paris, Vrin, 1982, 436 p.
- Porphyre, La Vie de Plotin II, Études d'introduction, texte grec et traduction française, commentaire, notes complémentaires, bibliographie, par Luc Brisson, Jean-Louis Cherlonneix, Marie-Odile Goulet-Cazé, Richard Goulet, Mirko D. Grmek, Jean-Marie Flamand, Sylvain Matton, Denis O'Brien, Jean Pépin, Henri Dominique Saffrey, Alain-Ph. Segonds, Michel Tardieu et Pierre Thillet, Histoire des Doctrines de l'Antiquité Classique [directeur J. Pépin] 16, Paris, Vrin, 1992, XVI + 766 p.
- Porphyre, Sentences, Études d'introduction, texte grec et traduction française, commentaire, avec une traduction anglaise de J. Dillon, par l'UPR 76, sous la direction de L. Brisson, Paris, Vrin, 2005, 2 vol., 874 p.